# Gilles Julien (pédiatre)
Pour les articles homonymes, voir Gilles Julien et Julien.
Gilles Julien, mieux connu par son titre professionnel comme étant le Dr Julien, est un pédiatre québécois ayant mis sur pieds l'approche médicale de la pédiatrie sociale en communauté et la Fondation du Dr Julien pour supporter financièrement la pratique de celle-ci dans des communautés montréalaises défavorisées. Aujourd'hui, en plus de ses activités médicales quotidiennes dans ses trois centres de pédiatrie sociale, il est président de la Fondation(Il est né le 14 mai en 1946).

## Biographie
Le Dr Julien a reçu son doctorat en médecine de l'Université Laval en 1970 et a par la suite complété sa résidence en pédiatrie, d'une durée de quatre ans, à l'Université de Montréal en 1974.(L'Ordre du Canada et l'Ordre du Québec)

## Distinctions
- Médaille d'honneur de l'Assemblée nationale, 2012[4].